# Fernando Birri
Fernando Birri (Santa Fe, 13 de marzo de 1925 - Roma, 27 de diciembre de 2017) fue un cineasta, director y actor argentino. Es considerado el padre del llamado «Nuevo cine latinoamericano».

## Biografía
Se crio en una familia vinculada con las artes, lo cual fue una primera formación durante su niñez. Fernando Birri (padre) era pintor pero abandonó esa vocación para dedicarse a la profesión de escribano. Su tío Ramón era pintor y caricaturista, lo que el propio Fernando señalaba como el origen de la parte irónica y grotesca de su cine. Sus tíos Valerio, Desiderio y Máximo eran músicos y formaron en Santa Fe la Orquesta Típica Birri.
Con el tiempo empieza a escribir poesía y a pintar. Antes de cumplir veinte años había sido parte de la fundación en la ciudad de Santa Fe del primer teatro experimental de la Universidad Nacional del Litoral y el cineclub Santa Fe.

### Formación e inicios
Luego de haber incursionado en el teatro y en la poesía en su ciudad natal, fue a estudiar a la ciudad de Roma (Italia) en el Centro Sperimentale di Cinematografía, de 1950 a 1953.

### La Escuela documental de Santa Fe
En 1953 se inaugura el cineclub Santa Fe. Dos años después y luego de haber consolidado una presencia en la ciudad, comienzan a diagramar un anteproyecto de un Instituto de Cine, presentado a la Universidad Nacional de Litoral, que aprueba la iniciativa en febrero de 1956. Recién llegado de Roma, Fernando Birri es contactado para realizar un cursillo en conjunto con la Universidad, antesala de lo que meses después, el 19 de diciembre de 1956, se consolidaría en el Instituto de Cinematografía de la UNL, luego conocida como la Escuela Documental de Santa Fe. Ese primer seminario marcó la impronta de lo que luego sería la forma de aprendizaje en la Escuela, realizado con alumnos sin experiencia cinematográfica.
El equipo de docentes convocado por Birri incluyó a Ernesto Sabato, Simón Feldman, Juan L. Ortiz, Salvador Samaritano, José Martínez Suárez y Ernesto Schoo, Rodolfo Taboada, Agustín Mahieu, Jaime Potenze, entre otros.
Durante los primeros años realiza la primera película de la Escuela, el cortometraje Tire Dié (1960) y el largometraje Los Inundados (1962). El primero inauguró una línea de documental político y social en Argentina, mientras el segundo gana el premio a la mejor ópera prima en Venecia.
En 1962 se intervino el Instituto alegando malversación de fondos. En enero de 1963 por Decreto presidencial 791 se prohíbe Los 40 cuartos (1963) de Juan Oliva, película realizada en el marco de la Escuela, lo que marca un cambio político y la llegada de la censura sobre la institución.

### El nuevo cine latinoamericano
En 1986 junto a Gabriel García Márquez fue parte de la fundación de la Escuela Internacional de Cine y Televisión de San Antonio de Los Baños de Cuba, de la que también fue director entre 1986 hasta 1991 y desde allí uno de los iniciadores del nuevo cine latinoamericano.

### Los últimos años
En junio de 2008 donó la obra de su vida a un Fondo con su nombre en la Biblioteca de la Universidad Brown, asociada con la RISD Rhode Island School of Design, Providence, Estados Unidos. Los materiales incluyeron una quincena de filmes, centenares de escritos y pinturas.

### Fallecimiento y despedidas

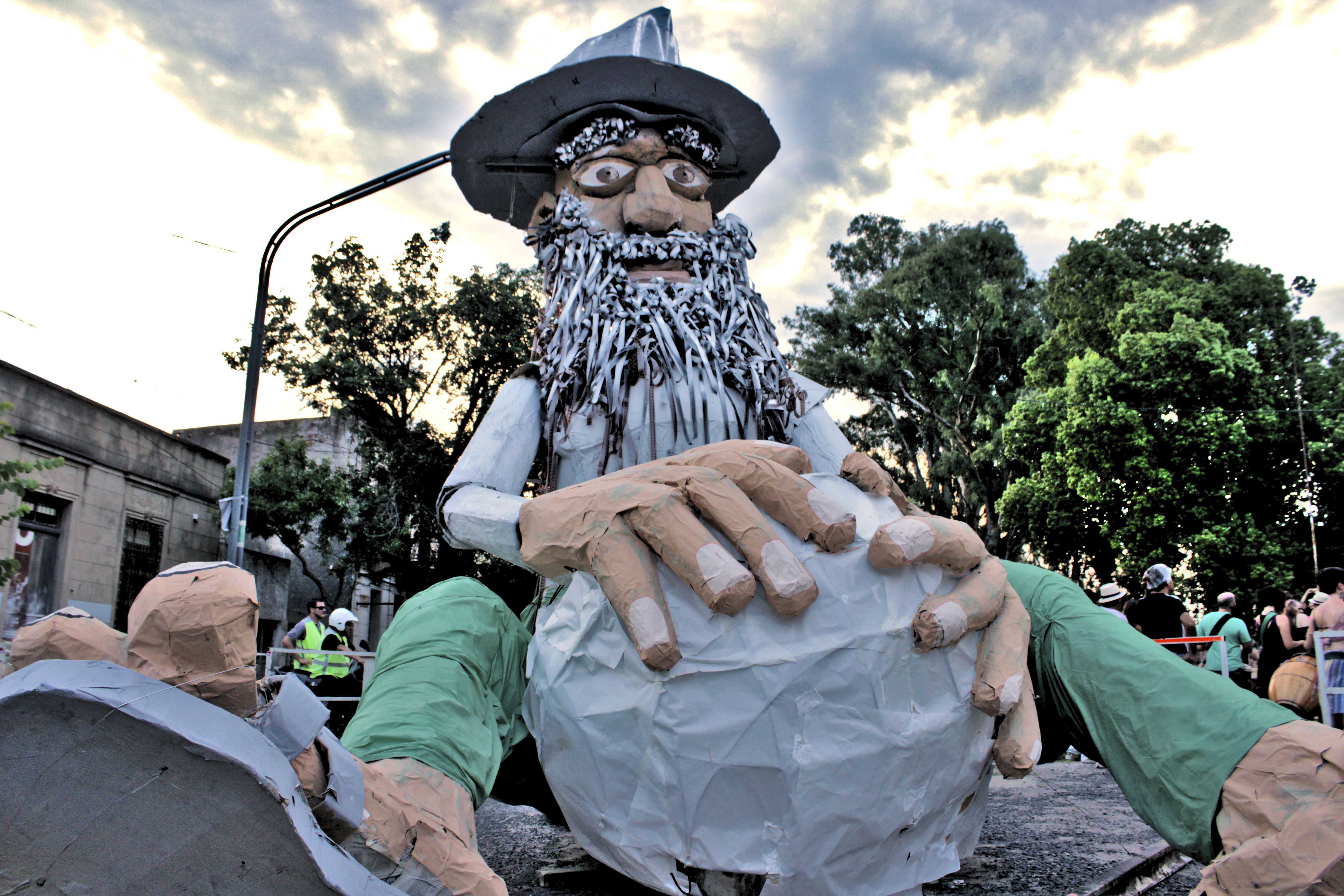
Rey Momo de Fernando Birri

Birri falleció en su casa en Roma, la ciudad donde residía, el 27 de diciembre de 2017 por un paro cardiorrespiratorio.
El 6 de enero de 2018 en “Sapukay”, en la casa de Birri en San José del Rincón (Santa Fe) se realizó un evento denominado “Murgón de despedida (terrenal)”. Se congregaron amigos, alumnos de las escuelas que fundó, exmiembros de la Fundación Birri, integrantes del Centro Social y Cultural El Birri, cineastas, artistas, entre otros y otras.
El carnabarrial realizado en Santa Fe, en febrero de 2018 en el Centro Social y Cultural El Birri lo homenajeó en forma de rey momo del carnaval.

## Premios y reconocimientos

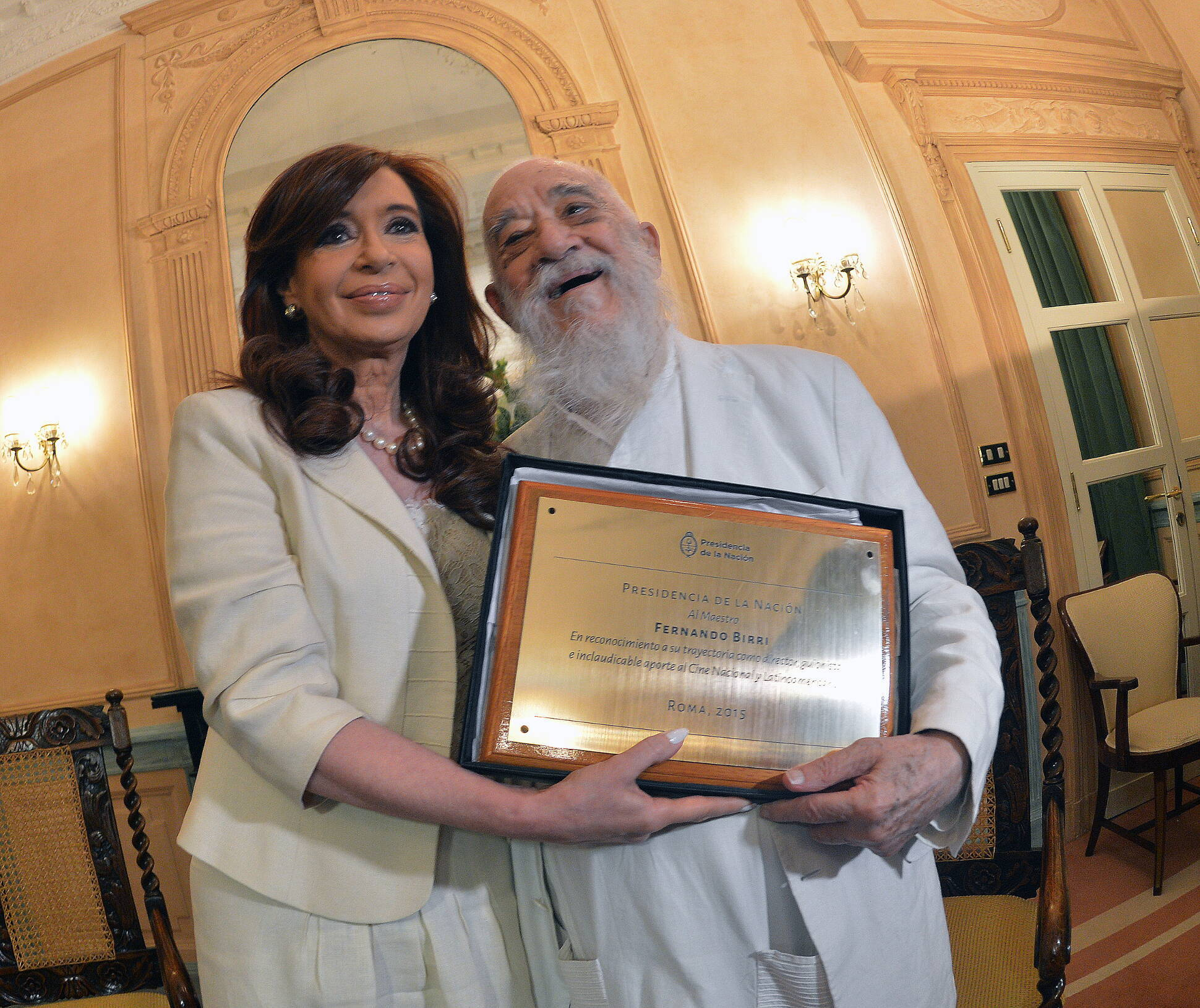
Fernando Birri y Cristina Fernández de Kirchner en 2015 durante el acto homenaje realizado en Roma.

En 1986 recibió el Premio Coral de Honor en el 8.º Festival Internacional del Nuevo Cine Latinoamericano, La Habana.
Un 2 de marzo de 2006 el gobernador de Santa Fe, Jorge Obeid, lo declaró "Embajador cultural de la provincia de Santa Fe".
El 8 de noviembre de 2006 el presidente de Brasil, Luiz Inácio Lula da Silva le entregó la Orden de Mérito Cultural, un título honorífico entregado a personalidades, como forma de reconocer sus contribuciones a la cultura del país. El acto se realizó en Brasilia, con la presencia del ministro Gilberto Gil.
El 4 de junio de 2010 recibió el premio de honor del Festival Internacional de Cine de Innsbruck (Austria), en reconocimiento de su trayectoria e influencia sobre el festival. Se realizó en su honor una retrospectiva bajo el título "Soñar con los ojos abiertos" con sus filmes más destacados.
El 7 de junio de 2010 recibió el Cóndor de Plata a la trayectoria, de la Asociación de Cronistas Cinematográficos de la Argentina, en reconocimiento a su trayectoria como director.
El 6 de junio de 2015, en Roma, recibió un homenaje por parte de la entonces presidenta Cristina Fernández de Kirchner. Allí anunció la remasterización y digitalización de su obra por parte del Instituto Nacional de Cine y Artes Audiovisuales (INCAA), haciendo entrega de una primera copia del documental "Tire dié". También le fue entregada una placa con una inscripción que reconocía "su inclaudicable aporte al cine nacional y latinoamericano".

## Filmografía

### Como Director
- El Fausto criollo (2011)
- Elegía fruiliana (2007)
- Za-2005. Lo viejo y lo nuevo (2006)
- Che: ¿muerte de la utopía? (1999)
- El siglo del viento (1999)
- Enredando sombras (1998)
- Un señor muy viejo con unas alas enormes (1988)
- Mi hijo el Che - Un retrato de familia de don Ernesto Guevara (1985)
- Rte.: Nicaragua (Carta al mundo) (1984)
- Rafael Alberti, un retrato del poeta (1983)
- Org (1978)
- Buenos días, Buenos Aires (1966) (cortometraje)
- La primera fundación de Buenos Aires (1966) (cortometraje)
- La pampa gringa (1963) (cortometraje)
- Che, Buenos Aires (1962)
- Los inundados (1962)
- Tire dié (1960)

### Como guionista
- ZA 05. Lo viejo y lo nuevo (2006)
- Los inundados (1962)
- Tire dié (mediometraje - 1960)

### Participaciones en otros films
- Ata tu arado a una estrella de Carmen Guarini (2017)
- BirriLata, una vuelta en tren de Lorena Yenni (2017)
- Paisajes devorados de Eliseo Subiela (2013)
- Fernando Birri, el utópico andante de Humberto Ríos (2012)
- Una vez la poesía de Juan Carlos Arch (2000)